# Didectoprocnemis cirtensis
Didectoprocnemis cirtensis är en spindelart som först beskrevs av Simon 1884.  Didectoprocnemis cirtensis ingår i släktet Didectoprocnemis och familjen täckvävarspindlar. Inga underarter finns listade i Catalogue of Life.